# Bernard Dietz
Bernard Dietz (Spitzname Enatz oder Ennatz; * 22. März 1948 in Bockum-Hövel) ist ein ehemaliger deutscher Fußballspieler und -trainer. Er spielte von 1970 bis 1982 für den MSV Duisburg und war jahrelang Spielführer dieser Mannschaft. Daneben war er Mitglied der deutschen Nationalmannschaft und führte sie als Kapitän zum Gewinn der Europameisterschaft 1980. Von 1982 bis 1987 stand er beim FC Schalke 04 unter Vertrag. Nach mehreren Trainerstationen kehrte er zum MSV Duisburg zurück und ist seit 2010 als Funktionär für den Klub tätig.
Dietz wurde 1970 mit 22 Jahren Profifußballer. Zunächst als Linksaußen eingesetzt, spielte er ab Sommer 1972 auf der Position des Linksverteidigers. Er wurde mit insgesamt 77 Treffern der torgefährlichste Abwehrspieler der Bundesligageschichte. Im Dezember 1974 debütierte er in der deutschen Nationalmannschaft. Es folgten Teilnahmen an den Europameisterschaften 1976 und 1980 sowie an der Weltmeisterschaft 1978. Ab 1979 war er unter Bundestrainer Jupp Derwall Mannschaftskapitän. Nachdem er mit dem Gewinn der EM 1980 den größten Erfolg seiner Laufbahn hatte, wurde er ab 1981 nicht weiter für die DFB-Elf berücksichtigt.
In der Bundesliga geriet er mit Duisburg und Schalke häufig in den Abstiegskampf; die Anzahl von 221 Niederlagen bei Erstligaspielen wurde bisher von keinem Bundesligaspieler übertroffen. Mit dem MSV Duisburg erreichte er das Pokalfinale 1975. In der Saison 1978/79 kam er mit dem MSV bis ins Halbfinale des UEFA-Pokals. 1982 stieg die Mannschaft aus der Bundesliga ab und Dietz wechselte zum FC Schalke 04, bei dem er für vier Erstligasaisons und sein zu Spielerzeiten einziges Zweitligajahr blieb.
Als Trainer arbeitete er ab 1994 für den VfL Bochum, wo er neben einer Tätigkeit im Nachwuchsbereich zweimal für einige Monate die Zweitligamannschaft trainierte. Von 2002 bis 2006 war er Coach des MSV Duisburg II und übernahm vorübergehend auch die erste Mannschaft.

## Kindheit und Jugend

### Einstieg in den Fußball (bis ca. 1965)
Bernard Dietz wurde 1948 als Sohn des Ehepaars Helene und Franz Dietz im westfälischen Bockum-Hövel geboren. Er war das neunte und jüngste Kind, wobei drei seiner Geschwister im Zweiten Weltkrieg ums Leben gekommen waren. Weil das Einkommen des im Bergbau tätigen Vaters gering war, wuchs Bernard in sehr einfachen Verhältnissen in der damaligen Goethestraße auf. Dennoch empfand er diese Jahre vor allem dank der engen Bindung zu seiner Familie als glücklich.

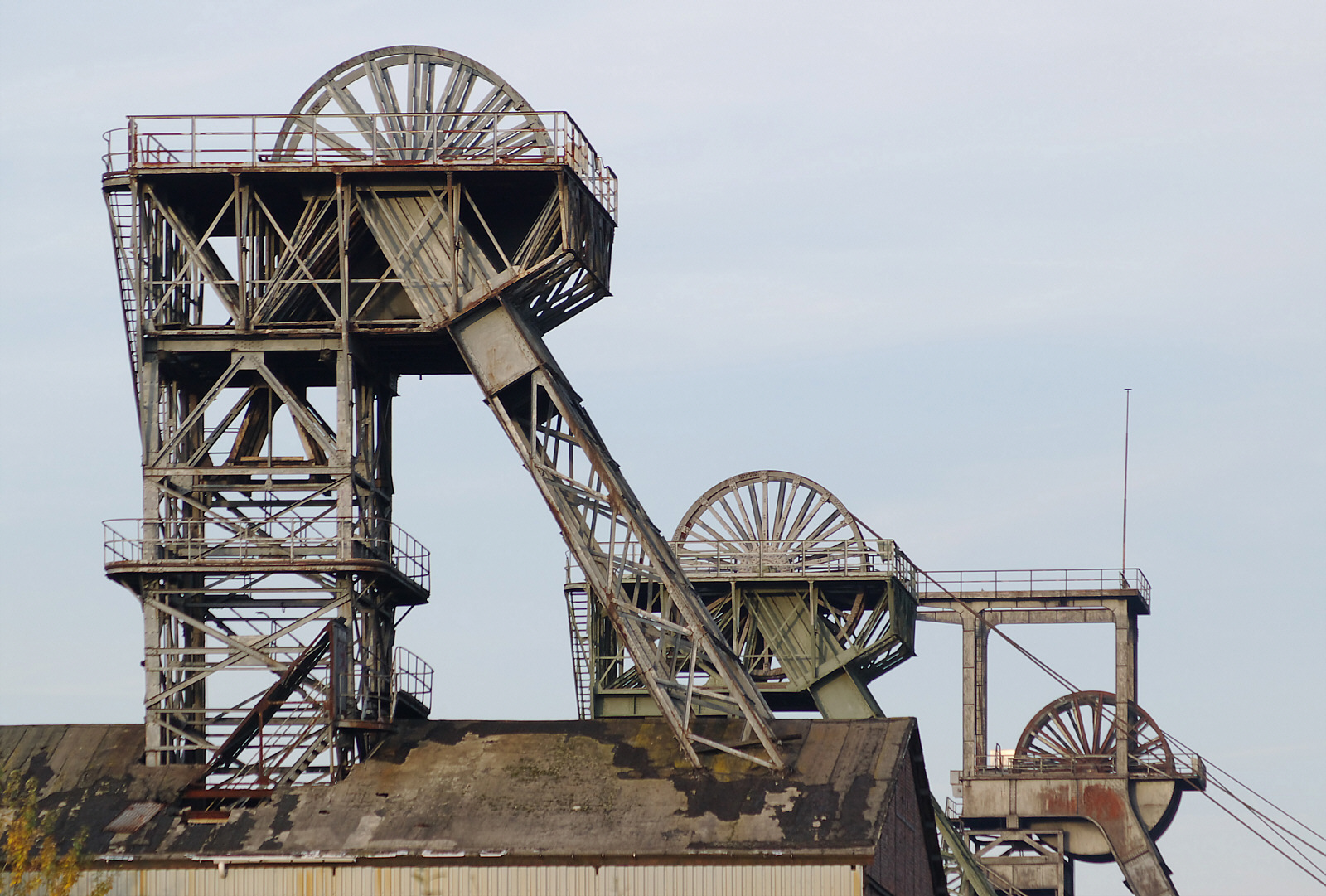
Zeche in Bockum-Hövel

Das Fußballspielen begann er früh in seiner Kindheit auf der Straße. Der Eintritt in einen Verein war damals erst ab dem Alter von zehn Jahren möglich. Die Nachbarschaft war stark vom Bergbau geprägt und überwiegend von Leuten bewohnt, die von der Arbeit unter Tage ihren Lebensunterhalt bestritten. Bereits zu dieser Zeit entstand sein Spitzname „Ennatz“, denn so nannte ihn ein kleines Mädchen aus der Nachbarschaft – das Kind hatte Schwierigkeiten bei der korrekten Aussprache seines Vornamens. Dieser Name setzte sich zunächst in Bockum-Hövel durch und begleitete den Fußballer sein Leben lang. Hinsichtlich der Schreibweise existierte mit „Enatz“ eine Alternativform und das doppelte N stieg erst zur bevorzugten Variante auf, als das MSV-Maskottchen 2005 diesen Namen erhielt.
Nach seinem zehnten Geburtstag trat er dem SV Bockum-Hövel bei, da sein Onkel bereits dort spielte und die Anmeldung in die Wege geleitet hatte. Dort blieb er seine gesamte Jugendzeit über und durchlebte viele Jahre, in denen er sich keinen besonderen Ruf als Talent erarbeiten konnte; er spielte daher auch nie für eine Auswahlmannschaft.
Nachdem er mit dreizehn Jahren die Schule abgeschlossen hatte, entschied er sich für eine Schmied-Schlosser-Lehre. Seine Ausbildungszeit in dem handwerklichen Betrieb endete, als er 17 Jahre alt war, und etwa zur selben Zeit stand er erstmals für die Landesligamannschaft des SV Bockum-Hövel auf dem Platz. Der exakte Zeitpunkt seiner Aufnahme in die Elf ist nicht eindeutig zu klären und wird in verschiedenen Quellen auf ein Alter von 16, 17 oder 18 Jahren festgelegt. Somit lässt sich lediglich die ungefähre Angabe machen, dass sein Wechsel vom Jugend- in den Seniorenbereich um das Jahr 1965 erfolgte.

### Amateurspieler in der Landesliga (ca. 1965–1970)
Die Zeit nach seinem Debüt in der Landesliga verlief zunächst relativ unspektakulär. Wie es in seiner Jugendzeit meist der Fall gewesen war, nahm er bei Bockum-Hövel eine Position im Sturm ein. Bei der Arbeit verlegte er häufig Schichten, um genügend freie Zeit für das Training und die Spiele zu haben. Mit 18 Jahren hatte er einen schwerwiegenden Arbeitsunfall, bei dem er Mittel- und Ringfinger an seiner rechten Hand einbüßte. Darin sah Dietz allerdings keinen Grund, das Fußballspielen aufzugeben, und so behauptete er in den späten 1960er-Jahren seinen Stammplatz in der Offensivabteilung des SV.
Vieles änderte sich, nachdem er mit 19 Toren im Verlauf der ersten zehn Begegnungen in die Spielzeit 1969/70 gestartet war. Der bis dahin kaum beachtete Stürmer des SV Bockum-Hövel wurde nun in die Westfalenauswahl aufgenommen. Im Wettbewerb des Länderpokals kam er im März 1970 in den zwei Begegnungen gegen Niedersachsen zum Einsatz. Mit der Regionalelf unter Leitung des Trainers Walter Ochs reiste er nach Ostafrika und stand bei Spielen gegen Auswahlteams von Äthiopien und des Sudan auf dem Platz. Zudem wurde er für eine Begegnung in die Amateurnationalmannschaft des DFB eingeladen, auch wenn er bei der Partie gegen Österreich über 90 Minuten auf der Ersatzbank blieb. Bedeutender für seine weitere Entwicklung waren jedoch zwei Anfragen von Bundesligisten: Der 1. FC Köln und kurz darauf der MSV Duisburg luden Dietz zum Probetraining.

## Steiler Aufstieg in Duisburg (1970–1975)

### Verpflichtung durch den MSV
Nachdem er beim 1. FC Köln ein Probetraining absolviert hatte, sprachen sich dessen Verantwortliche gegen eine direkte Verpflichtung aus. Stattdessen schlugen sie ihm vor, ihn unter Vertrag zu nehmen und zunächst für ein Jahr an den Regionalligisten Lüner SV zu verleihen. Dieses Angebot lehnte der Spieler jedoch ab.
Aus seiner Sicht besser verlief es, als er sich wenig später beim MSV Duisburg präsentieren durfte. Der Verein bot ihm einen Platz für den Bundesligakader zur Saison 1970/71 an. Dennoch gab es für ihn einen Grund zum Zögern, da ihm kurz zuvor eine Zugehörigkeit zur deutschen Olympiamannschaft 1972 in Aussicht gestellt worden war; an diesem Turnier im eigenen Land hätte er nur als Amateur teilnehmen können. Dank der Aussicht einer dauerhaften Profilaufbahn fiel seine Entscheidung zugunsten des MSV, bei dem er einen Kontrakt mit 1.200 DM monatlichem Grundgehalt zuzüglich 100 DM Siegprämie unterschrieb. Der SV Bockum-Hövel erhielt als Entschädigung für den Wechsel eine Ablösesumme von 25.000 DM.

### Erste Bundesligajahre als Linksaußen (1970–1972)
Beim MSV Duisburg war Dietz anfangs für die offensive Position des Linksaußen vorgesehen. In seine erste Spielzeit in der deutschen Eliteklasse startete er als Ergänzungsspieler. Nach zwei Partien ohne Berücksichtigung kam er auswärts bei Werder Bremen zu seinem Debüt. Bei dem 2:0-Sieg am 5. September 1970 stand er nicht nur von Beginn an auf dem Feld, sondern erzielte in der 59. Minute auch den Führungstreffer.
| Saison  | Ergebnis |
| ------- | -------- |
| 1970/71 | 2:0      |
| 1971/72 | 3:0      |
| 1972/73 | 2:0      |
| 1973/74 | 0:4      |
| 1974/75 | 2:1      |
| 1975/76 | 1:1      |
| 1976/77 | 5:2      |
| 1977/78 | 6:3      |
| 1978/79 | 3:1      |

Im weiteren Verlauf der Hinrunde wurde er zum Stammspieler und trug bei zu einem deutlichen Aufwärtstrend der im Vorjahr fast abgestiegenen Mannschaft mit. Im eigenen Stadion blieb der MSV unbesiegt. Beim Saisonfinale im Juni 1971 wurde der FC Bayern München im heimischen Wedaustadion mit 2:0 geschlagen, wodurch die Münchener die Meisterschaft zugunsten von Borussia Mönchengladbach verspielten. Dies war der Auftakt zu einer Reihe von Siegen gegen die sonst meist siegreichen Bayern, welche den MSV zu Zeiten von Dietz mehrfach in die Schlagzeilen brachten. Er selbst kommentierte später diesen Umstand:
„Hätte die Saison aus 34 Heimspielen gegen die Bayern bestanden, dann wären wir ganz locker Deutscher Meister geworden.“
Das häufige Auftreten von Erfolgen gegen die Bayern fiel in die Jahre von 1970 bis 1979, wohingegen in den nachfolgenden drei Spielzeiten alle Partien verloren gingen. Dietz stand immer auf dem Platz, als Duisburg in neun Partien sieben Siege erzielte, einmal unentschieden spielte und nur einmal verlor.
Am Saisonende 1970/71 reichte es für einen siebten Tabellenplatz. Mit Klaus Wunder und Rudi Seliger kamen zur neuen Spielzeit zwei sehr junge und talentierte Spieler, die an der Seite von Dietz zu den wichtigsten Spielern der nächsten Jahre zählen und es beide in die Nationalelf schaffen würden. Aus der eigenen Jugend rückte mit Ronald Worm ein weiterer künftiger Leistungsträger und Nationalspieler auf. Trotzdem durchlebten Bernard Dietz und der Rest der Mannschaft ein von Beginn an eher schwaches Jahr, das auf dem vierzehnten Platz mit einigen Punkten Vorsprung zu den Absteigern endete.

### Wechsel in die Abwehr und erste Höhepunkte (1972–1975)
Eine wichtige Wendung in der Karriere des bislang als Linksaußen eingesetzten Spielers ereignete sich in der Sommerpause des Jahres 1972. Teile davon verbrachten die Duisburger Fußballer in England, wo Trainer Rudolf Faßnacht bei einer Serie von Testbegegnungen die Idee entwickelte, Dietz auf der linken Abwehrseite aufzubieten. Die Entscheidung fiel vor dem Hintergrund, dass ihm in der Offensive mit Wunder, Seliger und Worm eine Reihe weiterer Talente als Konkurrenz gegenüberstand; dies war auf der Außenverteidigerposition hingegen nicht der Fall. Dietz überzeugte dabei mit insgesamt sehr starken Leistungen, sodass er von da an dauerhaft in der Defensive gesetzt war. Eine seiner besonderen Stärken war es, dass er sich auch nach dem Positionswechsel weiterhin rege ins Offensivspiel einschaltete. Wenngleich die Saison 1972/73 erst sein drittes Bundesligajahr darstellte, galt er zur damaligen Zeit bereits als einer der Leistungsträger der Mannschaft. Der MSV belegte nach einem guten Start am Ende den zehnten Rang.
In das Bundesligajahr 1973/74 startete der MSV Duisburg schlecht und im Lauf der Hinrunde rutschte die Elf auf den letzten Tabellenplatz ab. Dies hatte zur Folge, dass Trainer Faßnacht am 21. Oktober sein Amt zur Verfügung stellte und von Willibert Kremer beerbt wurde. Kremer vertraute Dietz das Amt des Mannschaftskapitäns an, das zuvor von Detlef Pirsig besetzt worden war. Anschließend blieb die Mannschaft im Abstiegskampf und konnte sich erst durch eine Serie guter Resultate am Saisonende retten.
Nach der Sommerpause 1974 verlief der Beginn der neuen Spielzeit positiv für die Duisburger, doch das Niveau konnte nicht gehalten werden und nach einem stetigen Abwärtstrend reichte es in der Endabrechnung nur für Rang vierzehn. Es war mit acht Treffern sein bis dahin erfolgreichstes Jahr als Torschütze, wobei er sowohl 1978/79 als auch 1980/81 erneut eine solche Bilanz aufweisen konnte. Im DFB-Pokal konnte das Team unter anderem die Bayern schlagen und traf in der Runde der letzten Vier auf Borussia Dortmund. Gegen den Zweitligisten mussten die Duisburger beim Stand von 1:1 in die Verlängerung und es war Dietz, der sie letztlich ins Finale schoss. In Hannover traf der MSV am 21. Juni 1975 auf Eintracht Frankfurt und musste in einem turbulenten Spiel, dessen Bedingungen durch ein Unwetter erschwert wurden, in der 57. Minute ein Gegentor durch Charly Körbel hinnehmen. Zwar blieb es trotz guter Chancen zum Ausgleich beim 1:0 zugunsten der Eintracht, doch konnte sich der MSV als unterlegener Finalist für den UEFA-Cup qualifizieren.
Bernard Dietz hatte 1975 nicht nur über das Pokalfinale mit der Frankfurter Eintracht zu tun: Er erhielt einige Zeit vor dem Endspiel ein Vertragsangebot des hessischen Bundesligarivalen und traf sich in Düsseldorf mit Frankfurts Trainer Dietrich Weise zu Verhandlungen über einen möglichen Wechsel. Beide Seiten wurden sich einig und sein demnach bevorstehender Abschied aus Duisburg fand den Weg in die Medien. Auf dem Parkplatz des Wedaustadions traf Dietz in dieser Phase auf ein Paar mit Kind, das ihn unter Tränen eindringlich um den Verbleib beim MSV bat. Dies führte bei ihm nach eigener Darstellung zu einem Umdenken, das er im Nachhinein folgendermaßen beschrieb: „Du kannst den Fans [...], die mit dem ganzen Herzen am MSV hängen, einen Wechsel nicht antun.“ Am Abend nach der Begegnung sagte er den Hessen daher ab und blieb in Duisburg.

## Wechselhafte Zeiten beim MSV Duisburg (1975–1982)

### Teilnahmen am europäischen Wettbewerb (1975–1979)
In der ersten Runde der UEFA-Pokalsaison 1975/76 konnten sich die Duisburger gegen den zyprischen Klub Enosis Neon Paralimni durchsetzen. Mit Lewski Sofia zog der MSV anschließend ein schweres Los, gewann aber das Hinspiel zuhause mit 3:2. In Bulgarien stand es zunächst 1:1, bis ein Stürmer der Elf aus Sofia Detlef Pirsig rüde foulte und dennoch den Freistoß für sich zugesprochen bekam. Nach dessen Ausführung wehrte Bernard Dietz den Ball im Strafraum mit der Hand ab und war somit in der unglücklichen Situation, den Elfmeter zum 1:2-Endstand zu verursachen. Aufgrund der Auswärtstorregel schieden die Meidericher dadurch aus.
In der Bundesliga stand die Elf nach schwachem Beginn in der Hinrunde zwischenzeitlich auf dem letzten Tabellenrang. Im März 1976 wurde Trainer Kremer durch seinen Assistenten Rolf Schafstall ersetzt. Am Ende belegte die Mannschaft den zehnten Platz.
Zur Bundesligaaustragung 1976/77 wurde mit Otto Knefler ein Coach nach Duisburg geholt, den Dietz später als den für ihn prägendsten Mann in dieser Funktion beschrieb. Ferner charakterisierte er ihn als Vaterfigur, die viel Wert auf Disziplin legte. In der Endabrechnung der Spielzeit stand die Mannschaft auf dem neunten Platz.
Am 6. August 1977 traf Duisburg zur Saisoneröffnung vor heimischem Publikum auf den Hamburger SV mit seinem neuverpflichteten Starspieler Kevin Keegan. Mit einer herausragenden Defensivleistung konnte er sich gegen den englischen Stürmer behaupten und ermöglichte einen 5:2-Erfolg seines Teams. Nur Wochen später folgte ein weiteres bemerkenswertes Spiel, als am 5. November die Bayern an die Wedau reisten. Der Linksverteidiger war vornehmlich für die Abwehrarbeit gegen seinen Nationalmannschaftskollegen Karl-Heinz Rummenigge vorgesehen, schaltete sich allerdings von Beginn an in die Angriffsbemühungen ein überwand nach 20 Minuten zum ersten Mal Nationaltorwart Sepp Maier. Bis zur Pause drehten die Münchener das Spiel, ehe er in der 49. Minute zum 2:2 ausgleichen konnte. Acht Minuten später traf Gerd Müller für die Bayern, doch in den Minuten 76 bzw. 78 sorgte Dietz für einen Doppelschlag, bevor seine Mannschaftskameraden sogar noch auf 6:3 erhöhten. Ihm gelangen damit als einzigem Verteidiger der Ligageschichte vier Treffer. Der Kicker titelte daraufhin: „MSV Dietzburg gegen Bayern München 6:3“. Um seine Bedeutung für den Verein hervorzuheben, wurde der Ausdruck „MSV Dietzburg“ während seiner aktiven Zeit in Duisburg insbesondere von der Presse immer wieder aufgegriffen.
Am 1. Dezember 1977 musste Trainer Knefler aus gesundheitlichen Gründen verabschiedet werden und nach zwei Interimstrainern übernahm erneut Rolf Schafstall das Amt. Am letzten Spieltag traf Dietz gegen Schalke 04 zum 1:0-Endstand, durch den der MSV wieder für den europäischen Wettbewerb qualifiziert war.
1978 war das Jahr, in dem seine Amtszeit als Kapitän vorläufig endete und gleichzeitig eine neue begann: Beim MSV wurde er in der Funktion trotz seiner weiterhin hervorgehobenen Rolle durch Kees Bregman ersetzt, wohingegen er beim DFB erstmals Spielführer war. Einige Zeit später übernahm er allerdings auch beim MSV wieder diese Aufgabe. Die folgende Hinrunde in der Bundesliga verlief für die Mannschaft schwach, was mit einer persönlichen Formschwäche von Dietz einherging. Der inzwischen 30-Jährige sah einen Anlass für Kritik an der Führung, bedauerte die Abgänge von Theo Bücker sowie MSV-Rekordspieler Michael Bella und äußerte sich über die aus seiner Sicht zu starke Ausrichtung auf junge, unerfahrene Akteure: „Mit einem halben Dutzend junger Burschen ist auf die Dauer kein Staat zu machen.“ Nach Platz 16 im Winter ging es in der Rückrunde etwas bergauf und am Ende stand der dreizehnte Rang. Weil für Dietz noch die Nationalmannschaft hinzukam und er trotzdem keine Auszeit beanspruchte, waren es für ihn insgesamt 54 Pflichtspiele in einer Saison.
Die Spielzeit 1978/79 war für Duisburg vom guten Abschneiden im europäischen Wettbewerb geprägt. Nachdem sie sich in der ersten Runde deutlich gegen den polnischen Klub Lech Posen durchsetzten, stand anschließend ein Duell mit dem DDR-Oberligisten FC Carl Zeiss Jena an. Zum Auftakt gab es bei den Thüringern ein torloses Unentschieden und auch beim Rückspiel im Wedaustadion war nach 90 Minuten noch kein Treffer gefallen. In der Verlängerung erzielte Dietz das Führungstor, das den Auftakt zum 3:0-Sieg seiner Mannschaft darstellte. Im Achtelfinale schlugen sie Racing Straßburg und in der nachfolgenden Runde gewannen sie gegen Honvéd Budapest. Im anstehenden Halbfinale musste der MSV gegen den regionalen Nachbarn Borussia Mönchengladbach antreten. Nach einem 2:2 zuhause unterlag Duisburg in Mönchengladbach mit 1:4. Es blieb mit einer Platzierung unter den besten vier Mannschaften das erfolgreichste Abschneiden des MSV Duisburg im europäischen Wettbewerb.

### Negativer Trend und Abstieg (1979–1982)
Zu Beginn der Spielzeit 1979/80 ließ sich Dietz testweise auf der Liberoposition aufstellen. Nach einer 0:2-Heimniederlage gegen Köln durfte er wieder auf der linken Seite verteidigen. Es ging weiter bergab, weswegen der erst im Sommer geholte Trainer Heinz Höher seinen Platz zugunsten seines Assistenten Friedhelm Wenzlaff räumen musste. Erst durch eine Serie von drei gewonnenen Partien erreichte die Mannschaft am 32. Spieltag den Klassenerhalt. Im Anschluss an das von Abstiegssorgen geprägte Jahr sollte er nach dem Willen von Hennes Weisweiler zum von ihm trainierten New York Cosmos in die Vereinigten Staaten wechseln, doch er entschied sich für einen Verbleib in Duisburg.
Seine Entscheidung zugunsten des MSV Duisburg hatte zur Folge, dass er sich erneut dem Abstiegskampf stellen musste. Anfangs blieb das Team sechsmal ungeschlagen und war auf einem guten Kurs, bis eine 3:4-Heimniederlage gegen Köln eine negative Wendung einleitete. Insbesondere bei einem 1:5 in Dortmund präsentierte sich der Kapitän schwach, weswegen von mancher Seite gefordert wurde, ihn vorerst aus der Startelf zu nehmen. Dietz bekam aber weiterhin das Vertrauen von Trainer Wenzlaff und konnte sich mit seinen Teamkameraden letztlich ein erneutes Mal retten. Der Vertrag von Friedhelm Wenzlaff wurde trotz stetiger Diskussionen über den Sommer 1981 hinaus verlängert, auch weil sich der Mannschaftskapitän für ihn eingesetzt hatte.
Zunächst rechtfertigte der Trainer das Vertrauen, da das Austragungsjahr 1981/82 zufriedenstellend für den MSV begann. Der 26. September 1981 wurde für Dietz und seine Mitspieler hingegen zu einem schwarzen Tag, da es auswärts beim Hamburger SV eine 0:7-Niederlage gab. Dies war der Auftakt zu einer steilen Talfahrt und am 30. November wurde Wenzlaff durch Kuno Klötzer ersetzt, was den Abwärtstrend jedoch nicht stoppte. Am 29. Mai 1982 lief der Spieler zum letzten Mal für Duisburg in der Bundesliga auf und musste trotz eines 2:1-Siegs gegen Fortuna Düsseldorf den Abstieg hinnehmen, den Dietz selbst auf die fehlende mannschaftliche Geschlossenheit zurückführte. Der Sturz in die Zweitklassigkeit leitete nach zwölf Jahren seinen Abschied vom MSV ein, da der Klub ihn wegen massiver Einsparmaßnahmen, bedingt durch die mit dem Abstieg noch verschärften finanziellen Probleme, unbedingt abgeben wollte. „Eigentlich wäre ich nie gewechselt“, beschrieb er diese Situation später, doch habe der Verein darauf bestanden. „Als das klar war, habe ich die Sachen gepackt und geweint“, erzählte er weiter.

## Letzte Jahre auf Schalke (1982–1987)

### Ab- und Wiederaufstieg (1982–1984)
Der 34 Jahre alte Linksverteidiger fand im Sommer 1982 umgehend wieder Arbeit, als er beim Bundesligaaufsteiger Schalke 04 unterschrieb. Damit wechselte er zu einem Verein, dessen Heimspiele er schon im Jugendalter regelmäßig besucht hatte. Neben Dietz verstärkten weitere Neuzugänge den Kader. Der Defensivspieler erhielt durchgehend das Vertrauen seines Trainers Sigfried Held und auch das des ab Januar 1983 amtierenden Nachfolgers Jürgen Sundermann, wodurch er als einziger Spieler keine Partie verpasste. Sportlich verlief die Saison für die Mannschaft jedoch ausgesprochen schlecht, sodass sie in der Relegation gegen den Zweitligadritten Bayer 05 Uerdingen aus Krefeld ihre Bundesligazugehörigkeit behaupten musste. Am Ende stand der Abstieg, denn nach einem 1:3 in Krefeld reichte es im Rückspiel nur zu einem 1:1.
Nach 13 Jahren in der höchsten deutschen Spielklasse folgte Dietz seinem Arbeitgeber in die 2. Bundesliga. So kam es für ihn zu einer Premiere, als er am 5. August 1983 bei einem 3:0-Heimsieg gegen den SC Charlottenburg im Alter von 35 Jahren sein Zweitligadebüt gab. Da er nach wie vor unumstritten war und nahezu bei allen Begegnungen auflief, blieb ihm im November das Zusammentreffen mit seinem Ex-Klub nicht erspart. 32.000 Zuschauer waren im Duisburger Wedaustadion anwesend, als sich die Schalker 1:1 vom MSV trennten. Unter dem neuen Trainer Diethelm Ferner ordnete sich die Elf schnell in die Spitzengruppe ein und wurde am Saisonende Tabellenzweiter hinter dem Karlsruher SC – damit war der Wiederaufstieg geschafft. Ein Höhepunkt der Spielzeit war das Halbfinalspiel im DFB-Pokal, als der FC Bayern München im Gelsenkirchener Parkstadion zu Gast war. Bei dieser Begegnung trat der junge Olaf Thon ins Rampenlicht, der es später zum Nationalspieler brachte: Er traf dreimal, darunter in der letzten Minute der Verlängerung, und hatte einen maßgeblichen Anteil am 6:6-Endstand, zu dem auch Dietz ein Tor beisteuerte. Im fälligen Wiederholungsspiel gab es eine 2:3-Niederlage, weswegen der frühere Duisburger ein zweites DFB-Pokalfinale nach 1975 verpasste.

### Langsamer Abschied (1984–1987)
In der Spielzeit 1984/85 präsentierte sich der Aufsteiger Schalke als solide Bundesligamannschaft und belegte am Ende den achten Rang. Im nachfolgenden Austragungszeitraum geriet das Team dagegen wieder in Abstiegsgefahr. Dietz steuerte inzwischen merklich dem Ende seiner Karriere entgegen und hatte zu dieser Zeit mit Verletzungen zu kämpfen, weswegen er Teile der Spielzeit verpasste. Am Ende hielt sein Team die Klasse.
Nach der Sommerpause 1986 erhielt er unter dem neuen Trainer Rolf Schafstall, den er noch aus Duisburger Zeiten kannte, zunächst wieder Chancen auf Einsätze, doch insbesondere seine Verletzungen bereiteten ihm massive Probleme. Am 8. November 1986 nahm er bei einer 1:2-Niederlage gegen Borussia Mönchengladbach zum letzten Mal an einer Begegnung in der Bundesliga teil. Noch bis zum Saisonende stand er im Kader, doch zur Sommerpause 1987 endete seine Zeit als Bundesligafußballer endgültig; während seines letzten Jahres hatte er parallel zu seiner Spielertätigkeit bereits die Schalker A-Jugend als Trainer betreut.
Dietz wurde im Verlauf seiner 495 Bundesligapartien nicht ein einziges Mal vom Platz gestellt und hält bis heute zwei Rekorde: Zum einen ist er der Spieler der deutschen Eliteklasse, der mit 221 Niederlagen am häufigsten verlor (vor Michael Lameck, der 212 mal verlor). Daneben setzte er eine positive Bestmarke, denn mit 77 Treffern ist er der torgefährlichste Abwehrspieler in der Ligageschichte. Für seinen endgültigen Abschied von der höchsten deutschen Liga kehrte der mittlerweile 40-Jährige am 10. Mai 1988 ins Duisburger Wedaustadion zurück, wo er vor 25.000 Zuschauern mit einer Auswahlmannschaft gegen die Nationalelf antrat und zahlreiche Prominente des deutschen Fußballs zu seinen Ehren erschienen. „Einen wie den Enatz wird es nicht mehr geben“, würdigte ihn Franz Beckenbauer an diesem Tag.

## Nationalmannschaft

### Durchbruch und Turnierteilnahmen (1974–1978)
Bereits 1970 war Dietz für die Amateurnationalmannschaft eingeladen worden und hatte bei einem Qualifikationsspiel gegen Österreich im Kader gestanden, ohne eingesetzt zu werden. Des Weiteren absolvierte er in den Jahren 1974 und 1975 drei Begegnungen für die B-Auswahl.
Ende 1974 erhielt der damals 26-Jährige eine Einladung in die A-Nationalmannschaft unter der Führung von Trainer Helmut Schön und debütierte in ihr am 22. Dezember dieses Jahres, als er bei einem 1:0-Sieg auf Malta von Beginn an auf dem Platz stand. Im Anschluss daran wurde er – begünstigt durch den Abschied des ehemaligen Stammspielers Horst-Dieter Höttges aus der Nationalelf – regelmäßig in der Defensive aufgeboten. Im April und Mai 1976 nahm er an den Entscheidungsspielen gegen Spanien teil, in denen sich Deutschland für die Endrunde der Europameisterschaft 1976 qualifizierte. Diese Meisterschaft wurde zu dieser Zeit unter lediglich vier Mannschaften entschieden, womit das Turnierdebüt von Dietz am 17. Juni bereits das Halbfinale darstellte. Nach einem 0:2-Rückstand setzte sich die DFB-Elf in der Verlängerung mit 4 : 2 gegen Gastgeber Jugoslawien durch und traf im Endspiel auf die Tschechoslowakei. Da es sowohl nach 90 als auch nach 120 Minuten 2:2 stand, musste die Entscheidung im Elfmeterschießen fallen. Auch Bernard Dietz, der beide Turnierspiele über ihre volle Länge bestritten hatte, sollte zu den Schützen gehören, war dem in diesem Moment aber nicht gewachsen: Er behauptete, er leide unter Wadenkrämpfen und wurde daher von der Liste der Schützen gestrichen. Weil Uli Hoeneß den vorletzten deutschen Elfmeter über das Tor schoss und alle Tschechoslowaken trafen, verlor Deutschland das Finale. Im Rückblick bereute Dietz es, keine Verantwortung übernommen zu haben: „Schade, dass ich damals gekniffen habe. Wer weiß, vielleicht wäre alles anders ausgegangen.“
Bei der Weltmeisterschaft 1978 in Argentinien zählte er wieder zum Aufgebot und stand meist in der Startaufstellung. Nachdem die Mannschaft die Vorrunde überstanden hatte, musste sie in einer Zwischenrunde, die ebenfalls im Gruppenmodus ausgetragen wurde, um den Einzug ins Finale kämpfen. Nach zwei Unentschieden gegen Italien und die Niederlande wurden die Ambitionen durch die so genannte Schmach von Córdoba verspielt. Dietz stand auf dem Platz, als Deutschland den Österreichern mit 2:3 unterlag und die Qualifikation fürs Endspiel letztlich klar verfehlte. Als wesentliche Ursachen für das Scheitern beschrieb Dietz im Nachhinein die fehlende mannschaftliche Geschlossenheit und die schlechte Stimmung in Folge der lagerartigen Unterbringung während des Turniers.

### Kapitänsamt und Triumph bei der EM (1978–1981)
Im Anschluss an die WM 1978 erhielt die Nationalelf in Jupp Derwall einen neuen Trainer. Kurz nach seinem Amtsantritt bestimmte Derwall Bernard Dietz zum Stellvertreter des Mannschaftskapitäns Sepp Maier. Das Kapitänsamt übernahm Dietz zum ersten Mal am 20. Dezember 1978, als Maier gegen die Niederlande nicht aufgeboten wurde. Durch einen 1979 erlittenen Unfall war der Torhüter schließlich gezwungen, seine Laufbahn zu beenden und so stieg der Duisburger Verteidiger zum Spielführer auf.
Nach der enttäuschenden WM erreichte die deutsche Mannschaft einen der acht Startplätze der Europameisterschaft 1980. Der Modus sah zwei Gruppen vor, aus denen sich die jeweils Erstplatzierten direkt für das Endspiel qualifizierten. Die von Dietz angeführte Mannschaft schlug die Tschechoslowakei sowie die Niederlande und kam ohne seine Mitwirkung nicht über ein 0:0 gegen Griechenland hinaus. Es reichte für den Einzug ins Finale, in dem Deutschland am 22. Juni 1980 in Rom auf Belgien traf. Kurz vor dem Ende der regulären Spielzeit gelang Horst Hrubesch der 2:1-Siegtreffer. Dank seiner Rolle in der Mannschaft durfte Dietz bei der nachfolgenden Siegerehrung den Pokal als Erster entgegennehmen. Der Titelgewinn stellte den größten Erfolg seiner Karriere dar. „Kaum zu glauben, da stand der kleine Arbeiter aus dem Ruhrpott plötzlich ganz oben und war Europameister“, kommentierte er die Situation rückblickend selbst.
Anlässlich des Gewinns der Fußballeuropameisterschaft wurde er vom Bundespräsidenten mit dem Silbernen Lorbeerblatt geehrt.
Zu Beginn des Jahres 1981 wollte er im Anschluss an sein 50. Länderspiel seinen Rücktritt aus dem Nationalteam verkünden, doch auf Drängen von Bundestrainer Derwall verzichtete er auf diesen Schritt. Im weiteren Verlauf des Jahres kam es durch die Rückkehr von Paul Breitner nach Ansicht von Dietz zu Verstimmungen innerhalb der Mannschaft. Gleichzeitig setzte Derwall, der ihn noch Monate zuvor zum Bleiben bewogen hatte, seinen Kapitän zwischenzeitlich nur noch auf die Bank. Bei einer 1:2-Niederlage gegen Brasilien am 19. Mai 1981 bestritt Dietz sein 53. Länderspiel und wurde von da an nicht mehr nominiert. Das Kapitänsamt hatte er 19 Mal innegehabt. Er selbst vertrat im Nachhinein die Ansicht, dass seine offene Kritik an Breitner den Anlass zu seiner Nichtberücksichtigung gab. Seine komplette Laufbahn in der Nationalelf hatte er als Profi des MSV Duisburg erlebt. Durch seine 53 Einsätze ist er derjenige Spieler des MSV, der während der Vereinszugehörigkeit die meisten Länderspiele bestritt.
Im Mai 2025 brachten der MSV Duisburg und der Fußballverband Niederrhein einen Antrag beim Deutschen Fußball-Bund ein, Dietz zum siebten männlichen Ehrenspielführer des DFB zu ernennen.

## Zeit als Trainer (1986–2006)

### Einstieg und Jahre im Amateurbereich (1986–1994)
Schon während der Spielzeit 1986/87, als er noch dem Schalker Bundesligakader angehörte, war Dietz Trainer der A-Jugend des Klubs und führte die Mannschaft zum Gewinn des Westfalenpokals 1987. Mit seinem Abschied aus der ersten Mannschaft endete zur Sommerpause 1987 gleichzeitig seine Tätigkeit im Jugendbereich, er verließ Gelsenkirchen und wurde für die nachfolgende Saison 1987/88 als Coach des Oberligisten ASC Schöppingen eingestellt. In der damals noch drittklassigen Oberliga Westfalen erreichte der ASC unter Dietz mehrfach Spitzenplatzierungen: 1988 betrug der Rückstand auf den Zweiten Westfalia Herne lediglich einen Punkt, womit Schöppingen die Teilnahme an der deutschen Amateurmeisterschaft knapp verpasste. Der Rückstand auf den Meister Preußen Münster, der an der Aufstiegsrunde zur zweiten Bundesliga teilnehmen durfte, war hingegen sehr deutlich. Auch 1989 und 1990 erreichte der ASC Schöppingen den dritten Rang, wenn auch mit größerem Rückstand. Ein bedeutender Erfolg gelang 1990 mit dem Gewinn des Westfalenpokals durch einen 5:0-Finalsieg gegen den DSC Wanne-Eickel. Schöppingen hatte sich damit für den DFB-Pokal qualifiziert und traf am 4. August 1990 in dessen erster Runde auf den Bundesligisten Eintracht Frankfurt. Trotz einer starken Leistung unterlag die von Dietz trainierte Mannschaft mit 1:2 gegen den klaren Favoriten.
Das Auftreten im Pokal bildete den Auftakt zu einer Spielzeit, in der sich die Mannschaft steigerte und schließlich den zweiten Platz erreichte. Dadurch durfte die von Dietz trainierte Elf um den Titel des Deutschen Amateurmeisters 1991 mitspielen, kam aber nicht über die Gruppenphase hinaus. In der nachfolgenden Oberligasaison 1991/92 kam Schöppingen auf den siebten Tabellenrang. Finanzielle Gründe setzten den erfolgreichen Jahren der Westmünsterländer im Anschluss an die Spielzeit ein abruptes Ende und zwangen sie zum Rückzug aus der höchsten Amateurliga. Dies war für Dietz zugleich das Ende seiner Zeit in Schöppingen, während der er die erfolgreichsten Jahre des Vereins mitgestaltet hatte. Die beiden Spieler Alfred Nijhuis und Jörg Lipinski, die 1991 zum MSV Duisburg bzw. zu Rot-Weiss Essen wechselten, hatte er in den Profifußball geführt.
Nach seinem Abschied in Schöppingen fand Dietz 1992 im vormaligen Oberligakonkurrenten SC Verl einen neuen Arbeitgeber. Er konnte dabei an seine vorausgehenden Erfolge als Trainer anknüpfen und führte das Team in seinem ersten Jahr auf den zweiten Tabellenplatz. Daher durften die Ostwestfalen an der Amateurmeisterschaft 1993 teilnehmen, schieden jedoch nach vier Niederlagen in der Gruppenphase aus. Die nachfolgende Spielzeit 1993/94 stellte durch eine anstehende Ligenreform einen Sonderfall dar, weil mit der landesweit nur noch in vier Staffeln ausgetragenen Regionalliga eine neue dritthöchste Klasse geschaffen wurde, für die sich die sechs besten Mannschaften qualifizierten. Für die West/Südwest-Staffel qualifizierten sich die Verler mit fünf Punkten Vorsprung auf den siebtplatzierten VfL Gevelsberg, allerdings hatte Dietz sein Amt noch während der Saison niedergelegt. Beim Bundesligisten Borussia Dortmund war er danach drei Monate lang als Talentscout tätig. Im Anschluss daran wurde er vom VfL Bochum eingestellt.

### Nachwuchsförderer in Bochum (1994–2001)
Beim Profiklub aus Bochum übernahm Dietz Verantwortung im Nachwuchsbereich, indem er die A-Jugend und später auch die Amateurmannschaft trainierte. 1994 hatte er die A-Junioren unter schwierigen Bedingungen übernommen und sorgte für einen positiven Schub für die U-19-Mannschaft, der sich unter anderem im Gewinn des Westfalenpokals dieser Altersklasse ausdrückte. Auch engagierte er sich persönlich bei der Förderung seiner Schützlinge, indem er beispielsweise den noch nicht volljährigen Delron Buckley nach dessen Ankunft aus Südafrika zeitweise bei sich zuhause aufnahm. Von der U-19 wechselte er zu den Amateuren des Vereins. Die zweite Auswahl führte er zurück in die viertklassige Oberliga Westfalen, bevor 1999 auch noch der Aufstieg in die Regionalliga glückte. Kurz darauf wechselte Dietz die Seiten, als er im Oktober 1999 Ernst Middendorp beerbte und für eine Übergangszeit Bochums Profimannschaft trainierte. Dort verhalf er einigen Nachwuchskräften aus der U-23 wie dem späteren Nationalspieler Paul Freier zum Durchbruch in der Zweitligamannschaft. Auch in sportlicher Hinsicht lief es unter seiner Ägide gut, weswegen eine weitere Beschäftigung in dieser Funktion zum Thema wurde; Dietz selbst hatte daran aber ohnehin kein Interesse und kehrte am Jahresende zu den Amateuren zurück.
Am Saisonende 1999/2000 musste er mit seinen Nachwuchsspielern den Wiederabstieg in die Oberliga hinnehmen. Parallel schaffte die Profimannschaft den Aufstieg in die Bundesliga, stieg allerdings schon 2001 wieder ab. Im Anschluss daran wurde Dietz erneut zum Cheftrainer der Profimannschaft des VfL Bochum befördert. Sportlich lief es relativ gut und der VfL befand sich dicht hinter den Aufstiegsplätzen, als der Trainer am 3. Dezember 2001 überraschend sein Amt niederlegte. Seinen Rücktritt begründete er damit, dass er die Mannschaft entgegen seinen Plänen noch nicht auf einen Aufstiegsplatz hatte führen können und sagte weiter: „Ein maßgeblicher Grund [...] war die mangelnde Berufsauffassung einiger Spieler der heutigen Fußballer-Generation.“ Ferner beschrieb er sein schwieriges Verhältnis zur Vereinsführung als weiteres Motiv für seinen Rückzug. Auf eine ihm zustehende Abfindung verzichtete er und auch zur Amateurmannschaft kehrte er nicht zurück. Stattdessen verließ er Bochum nach sieben Jahren und war vorübergehend ohne Arbeitgeber im Fußball.

### Rückkehr nach Duisburg und Trainerzeit in Ahlen (2002–2006)
Mit Detlef Pirsig war es ein alter Bekannter aus Spielerzeiten, der 2002 das Amt des Sportdirektors in Duisburg innehatte und Dietz nach langer Abwesenheit zu einer Rückkehr bewegte. Wie zuvor in Bochum lag der Fokus auf der Nachwuchsarbeit, denn Dietz war für die Amateurmannschaft des MSV Duisburg zuständig. Schon bald wechselte er allerdings zur Profimannschaft in die 2. Bundesliga, als er am 3. November 2002 übergangsweise den Posten des zuvor entlassenen Cheftrainers Pierre Littbarski übernahm. Anschließend gewann die Mannschaft unter seiner Leitung fünf von sechs Spielen, was maßgeblich zum letztlich erreichten Klassenerhalt beitrug. Ab Mitte Dezember desselben Jahres konnte er sich wieder voll den Amateuren zuwenden, musste allerdings am Ende der Spielzeit mit ihnen den Abstieg in die fünftklassige Verbandsliga hinnehmen. 2004 führte er sie zum direkten Wiederaufstieg in die Oberliga Nordrhein. In den nachfolgenden Jahren belegte das Team Platzierungen im Tabellenmittelfeld. Mit Beginn der Spielzeit 2006/07 gab Dietz die Verantwortung ab und übernahm das Traineramt beim Regionalligisten Rot Weiss Ahlen.
Für den Zweitligaabsteiger aus Ahlen lief es unter Dietz von Beginn an relativ schlecht und der Klub geriet auch eine Liga tiefer in die Nähe der Abstiegszone. Dietz’ Anstellung endete bereits am 29. Oktober 2006 wieder. In den vorausgegangenen Monaten hatte er den 18-jährigen Kevin Großkreutz in die Mannschaft integriert, der es später bis in die Nationalelf schaffte. Nach eigenen Angaben hatte Dietz vor seinem Abschied durch die schwierige interne Situation „den Spaß am Fußball verloren“. Infolgedessen traf er die Entscheidung, seine Trainerlaufbahn zu beenden. Im August 2012 machte er eine Ausnahme, als er sich dem MSV Duisburg übergangsweise als Co-Trainer zur Verfügung stellte.

### Taktische Auffassung
Dietz galt als Anhänger klassischer Taktiken, weswegen er in Ahlen grundsätzlich auf ein 4-4-2-System mit jeweils einem defensiven und einem offensiven Mittelfeldspieler setzte. Gleichzeitig forderte er von seinen Spielern Variabilität zwischen den Positionen ein, um dem Gegner die Einstellung auf seine Mannschaft zu erschweren. Er wurde als unkomplizierter, aber kompromissloser Trainer wahrgenommen. Die als Spieler in der Bundesliga und der Nationalmannschaft gesammelte Erfahrung unter den verschiedenen Trainern wie Rudolf Faßnacht, Willibert Kremer, Rolf Schafstall, Otto Knefler, Carl-Heinz Rühl, Heinz Höher, Friedhelm Wenzlaff und Kuno Klötzer (alle MSV Duisburg), sowie Helmut Schön und Jupp Derwall in seiner Zeit in der Nationalmannschaft, wurden zu Grundlagen seines taktischen und technischen Arbeitens als Trainer. Er erlebte als Spieler die Zeit des 4-3-3-Systems und dessen Übergang zum 4-4-2. Die enge Manndeckung der Außenverteidiger, des Vorstoppers und des defensiven Mittelfeldspielers gegen den gegnerischen Spielmacher waren unumstrittene Tatsachen seiner Zeit als Aktiver. Innovative Trainer mit modernerem Gedankengut, wie der in den Niederlanden schon längst praktizierten Raumdeckung, lernte er nicht kennen. Bei der Weltmeisterschaft 1978 in Argentinien wechselte auch Bundestrainer Schön zwischen dem defensiveren 4-4-2 und dem mit drei Spitzen ausgerichteten 4-3-3 hin und her. Unter dessen Nachfolger Derwall war es bei der erfolgreichen Europameisterschaft 1980 in Italien genau so.
Im Nachwuchsbereich legte er auf die taktische Schulung seiner Spieler besonderen Wert. Sehr wichtig war ihm vor allem, ihr Verständnis und Deutungsvermögen für das Spielgeschehen zu fördern. Strenges disziplinarisches Vorgehen und harte Trainingsmethoden entsprachen dagegen nicht seiner Berufsauffassung. Aus seiner Sicht ist die taktische Ausbildung der Nachwuchskräfte von zentraler Bedeutung für eine erfolgreiche Jugendarbeit.

## Verantwortlicher beim MSV (2010–2019)

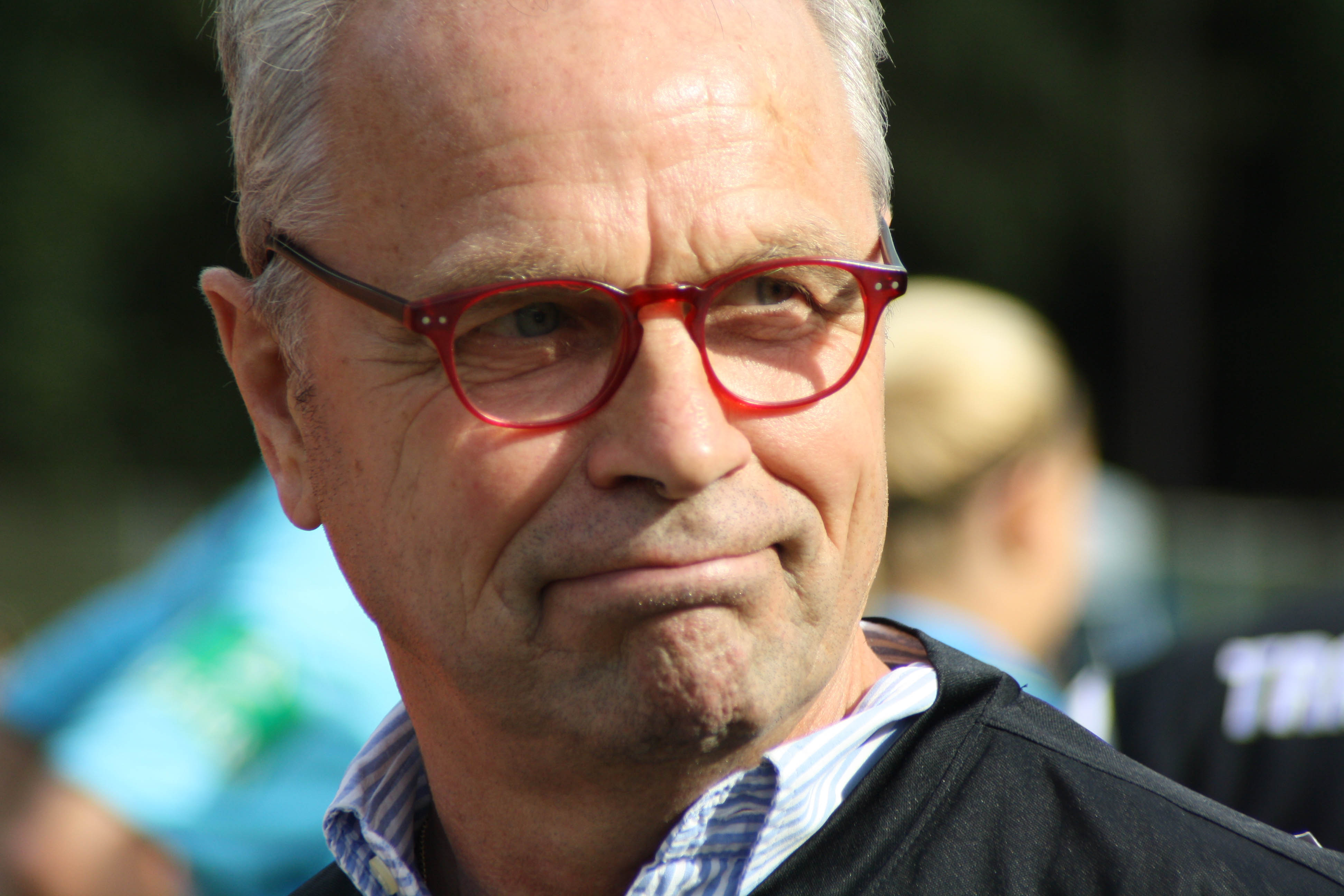
Dietz im Jahr 2011

Im Juli 2010 gab der MSV Duisburg bekannt, seinen ehemaligen Spieler und Trainer künftig in einer Funktion als Berater für den Vorstand in die Vereinsstrukturen integrieren zu wollen. Obwohl Dietz nach eigener Auskunft zuvor nichts davon gewusst hatte, kam die Zusammenarbeit zustande, sodass er im September desselben Jahres die neugeschaffene Rolle als „Vorstandsberater und Repräsentant“ übernahm. Zu seinen Aufgaben zählte insbesondere die Förderung der Außendarstellung bei Sponsoren und Anhängern, aber beispielsweise auch die Kontaktpflege zu ehemals für den Klub aktiven Spielern. Seine Motivation zur Arbeit im Verein beschrieb er mit den Worten:
„Der MSV ist meine Heimat, ich habe hier im Fußball alles erlebt, einmal MSV – immer MSV.“
Im November 2011 wurde seine Aufnahme in den Aufsichtsrat der aus dem Hauptverein ausgegliederten Profiabteilung beschlossen. Bereits anderthalb Jahre später kam es zu einem Postenwechsel, auch weil Dietz bei sich selbst nicht die notwendige wirtschaftliche Kompetenz für die Arbeit im Aufsichtsrat sah. Infolgedessen gab er diese Tätigkeit auf und wurde am 2. Mai 2013 stattdessen einstimmig in den Vorstand des Vereins gewählt.
Am 29. Mai 2013, nur wenige Wochen nach seinem Eintritt in den Vorstand, wurde bekannt, dass dem MSV Duisburg durch die DFL keine Lizenz für die Zweitligaspielzeit 2013/14 erteilt wurde. Einen Tag später wandte sich Dietz mit einem offenen Brief an die Fans des Vereins und forderte darin: „Zeigt euch und uns, zeigt der Liga und der Stadt und ganz Fußball-Deutschland, dass unser MSV im Profifußball bleiben muss!“ Anhänger des Klubs demonstrierten daraufhin in Duisburg und organisierten zahlreiche Aktionen; ein Höhepunkt war der „Fanmarsch“ am 4. Juni, der rund 6.000 Unterstützer des Vereins auf die Straßen brachte. Letztlich erhielt der Klub zumindest die Lizenz für die dritte Liga. Nach dem 2015 erreichten Wiederaufstieg und dem darauffolgenden schwachen Saisonstart des MSV in der 2. Bundesliga sprach sich Dietz intern bereits frühzeitig für eine Entlassung des Trainers Gino Lettieri aus. Anfang November 2015 wurde Lettieri durch den Tabellenletzten schließlich beurlaubt.
Am 21. Juni 2019 gab Dietz seinen Rücktritt aus dem Vorstand bekannt. Als Gründe gab er sowohl gesundheitliche Dinge an, aber auch dass er mit den Entscheidungen des Vereins nicht mehr einverstanden sei.

## Auftreten, Spiel- und Arbeitsweise

### Spielweise und Auftreten
Auf dem Fußballplatz und im Training zeigte er sich engagiert und häufig kämpferisch, weshalb er gelegentlich als „Malocher“ bezeichnet wurde. Gleichzeitig hatte das Geldverdienen für ihn nie eine vorrangige Bedeutung: Nach eigenen Angaben musste er einen beträchtlichen Teil seines Anfangsgehaltes beim MSV Duisburg für Spritkosten ausgeben, da er ständig nach Bockum-Hövel pendelte. „Ich habe nie für Geld Fußball gespielt, sondern aus Leidenschaft“, stellte er rückblickend fest. Als er 1980 Europameister wurde, lag sein Jahresgehalt Schätzungen zufolge bei rund 320.000 DM, womit er nicht zu den absoluten Spitzenverdienern im deutschen Fußball zählte. Auch in der Außenwahrnehmung galt er als bodenständig und bescheiden. Er hatte nie einen persönlichen Berater und verzichtete auf die Einarbeitung von Ausstiegsklauseln, die einen vorzeitigen Wechsel ermöglichen, in seine Verträge. Ansätze von Selbstüberschätzung traten bei dem eigentlich bescheidenen Mann nur selten auf, etwa als er in einem Interview feststellte: „Solange ich beim MSV bin, steigt er nicht ab.“
Den Hauptteil seiner Laufbahn erlebte er als Linksverteidiger, doch nachdem er im Jugend- und Amateurbereich als Stürmer und in seinen ersten Profijahren als Linksaußen gespielt hatte, schaltete er sich weiterhin regelmäßig ins Offensivspiel ein. Dieser Hintergrund erklärt, warum er mit 77 Treffern der torgefährlichste Verteidiger der Bundesligageschichte ist. Hinzu kam, dass er bei Bedarf auch andere Positionen auf dem Spielfeld einnehmen konnte und deswegen als vielseitig einsetzbar galt. Einzig in der Nationalmannschaft blieb er stärker auf die Defensive beschränkt und schoss in seinen 53 Länderspielen daher nie ein Tor. Untypisch für seine taktische Rolle war seine bemerkenswerte Fairness, durch die er in 16 Jahren Bundesliga nie vom Platz gestellt wurde und lediglich zwölf gelbe Karten sah – zum Teil wurde er sogar in mehreren aufeinanderfolgenden Spielzeiten kein einziges Mal verwarnt. Vor allem bedingt durch seine große Vereinstreue, wegen der er einzig für die beiden oft abstiegsbedrohten Mannschaften Duisburg und Schalke spielte, holte er als Spieler nie einen Titel auf Vereinsebene. Gemäß dem Buch Im Land der 1000 Derbys. Die Fußball-Geschichte des Ruhrgebiets. gewann Dietz neben der Europameisterschaft 1980 nur einen weiteren Titel – die Bockum-Höveler Meisterschaft der Straßenkicker 1957.
Hinsichtlich der Einstellung entdeckte der frühere Nationalspieler maßgebliche Unterschiede zwischen sich und jüngeren Spielergenerationen, sowohl bezüglich der Disziplin als auch mit Blick auf die Allgegenwärtigkeit persönlicher Berater. In einem Interview aus dem Jahr 2001 äußerte er Kritik über den gesamtgesellschaftlichen Zustand: „Sie können heute ein[en] Hundertmarkschein irgendwo hinhänge[n] und die Leute machen dafür alles.“ Nach der Einschätzung des Autors Hardy Grüne ist Dietz „über sein Karriereende hinaus ein Mann mit hohen moralischen Werten geblieben.“

### Privatleben
Seine Ehe kam über den Fußball zustande, denn Dietz heiratete die Tochter des Wirtsehepaars der Vereinsgaststätte des SV Bockum-Hövel, bei dem seine Laufbahn begonnen hatte; später bekam das Paar zwei Kinder. Als er 1970 seine Profikarriere in Duisburg begann, entschied er sich dafür, weiterhin in Bockum-Hövel zu wohnen. Eine langjährige Heimat fand er später im nahegelegenen Dorf Walstedde. Zu zahlreichen Weggefährten aus seiner Zeit als Spieler des MSV Duisburg ist der Kontakt erhalten geblieben und wird durch monatliche Treffen im Vereinsgasthaus in Duisburg-Meiderich gepflegt.
Als gesundheitliche Folge seiner Laufbahn trug Dietz zwei geschädigte Knie davon. Im September 2007 rief er gemeinsam mit seinem Sohn Christian die Fußballschule Dietz ins Leben. Dort werden die Kinder auf den Sportanlagen verschiedener Vereine im Rahmen ein- bis dreitägiger Lehrgänge geschult. Ihr Konzept stellt die Freude an der Sportart sowie die Ausprägung sozialer Fähigkeiten durch das Spiel in den Vordergrund und praktiziert eine nicht leistungsorientiert ausgerichtete Förderung.

### Anerkennung durch den MSV und seine Fans
Am 19. Februar 2002 wurde ihm die Ehrenmitgliedschaft des MSV Duisburg verliehen. Als weitere Anerkennung für seine Leistungen im Dienste des Vereins stehen ihm und seiner Ehefrau Dauerkarten auf Lebenszeit zu.
2005 sollten die Anhänger der Duisburger über den Namen des Vereinsmaskottchens abstimmen. Zur Wahl stand auch sein Spitzname „Ennatz“, der sich bei der Abstimmung mit einem deutlichen Vorsprung von rund 2.000 Stimmen durchsetzen konnte. Als im Vorfeld der Spielzeit 2010/11 die Wahl der Vereinslegenden durchgeführt wurde, hatte er erneut den größten Anteil an Fans hinter sich und erreichte dementsprechend den ersten Platz.

### Dokumentarfilm
Der deutsche Regisseur Adnan G. Köse drehte über Dietz den Dokumentarfilm Ennatz – Eine Zebralegende, welcher am 13. Oktober 2018 im Theater am Marientor uraufgeführt wurde.

## Bilanz und Erfolge
Im Verein
- DFB-Pokalfinalist 1975
- UEFA-Pokalhalbfinale 1979
- 495 Bundesligaspiele (394 für Duisburg, 101 für Schalke), 34 Zweitligaspiele (alle für Schalke)
- mit 77 Bundesligatoren torgefährlichster Verteidiger der Ligageschichte

In der Nationalelf
- Europameister 1980 und Vize-Europameister 1976
- Teilnahme an der Weltmeisterschaft 1978
- 53 Länderspiele (kein Tor) zwischen 1974 und 1981
- ab Dezember 1978 insgesamt 17 Mal Mannschaftskapitän

Als Trainer
- Westfalenpokalsieger und DFB-Pokalteilnahme 1990 mit Oberligist Schöppingen
- Regionalligaaufstieg 1999 mit den Amateuren des VfL Bochum